# Njivice
Njivice so naselje v Občini Radeče.
V njivški jami nasproti tovarne Radeče Papir je najdišče iz kamene dobe. V njej so našli kosti jamskega medveda in kosti, ki so jih ljudje v tistih časih uporabljali za orodje.